# Illustrirtes Unterhaltungsblatt für das Volk
Illustrirtes Unterhaltungsblatt für das Volk war eine Familienzeitschrift und erschien wöchentlich jeden Sonntag Morgen in Hamburg. Der Preis pro Nummer betrug 5 ₰. Das redaktionelle Konzept war auf die Bedürfnisse der Familien konzipiert, der Inhalt waren hauptsächlich Romane und Novellen. Redakteur und Verleger war Johann Heinrich Wilhelm Dietz. Die Zeitschrift erschien vom 2. Oktober 1887 bis 25. März 1888, Heft 1–26.
Mitarbeiter waren (Auswahl) Wilhelm Blos, Minna Kautsky, Max Kegel, Rudolf Lavant, Robert Schweichel.
Die Zeitschrift wurde wegen Aufwiegelung der arbeitenden Bevölkerung auf Grund des Sozialistengesetzes am 22. März 1888 verboten.